# Aguarecords
Aguarecords es un sello discográfico, fundado por los compositores y productores musicales Danilo Vaona y Federico Vaona.
Fundada en 1995 como sello representativo de producciones musicales principalmente para televisión, viene registrada como marca oficial en el año 2006 con el estreno del disco de música electrónica "Mystico" y se convierte en la referencia principal de todas las sucesivas producciones.
Desde 2017 se incorpora un departamento especializado en la producción de bandas sonoras, video y sonido para películas con el nombre de "Aguarecords Films".
Desde el año 2021 se incluye también la producción de libros con el sello "Aguarecords Books"y se identifica finalmente para las producciones musicales el sello  "Aguarecords Music".